# Австрийско-лихтенштейнские отношения
Австрийско-лихтенштейнские отношения — двусторонние дипломатические отношения между Австрией и Лихтенштейном. Протяжённость государственной границы между странами составляет 34 км.

## История
5 июня 1852 года между странами был заключен таможенный союз, что позволило осуществлять беспошлинную торговлю товарами. Лихтенштейн поддержал Австрию в Австро-прусско-итальянской войне 1866 года, но он отказался сражаться с  с немецкими государствами, предоставив войска для войны с Италией.
Лихтенштейн занял нейтральную позицию во время Первой мировой войны, хотя в целом симпатизировал Центральным державам. Австро-Венгрия проиграла войну и распалась на части, австрийская валюта быстро обесценивалась в результате таможенный союз с Лихтенштейном был разорван 30 августа 1919 года. Однако, после долгих переговоров страны возобновили таможенный союз 31 января 1921 года. Правительство Лихтенштейна принимая во внимание тяжелое положение Австрии после проигранной войны, сделало ставку на установление союзнических отношений со своим вторым соседом — Швейцарией.
В 1998 году Княжество Лихтенштейн открыло посольство в Вене. Помимо курирования отношений между странами, посольство также оказывает консульские услуги для граждан Лихтенштейна в Австрии. В настоящее время более 40 соглашений и двусторонних договоров подписаны между странами, в таких областях, как: культура, образование, безопасность, правосудие, экономика и социальные вопросы. В 2014 году сотрудничество по налогам и сборам налоговых вопросах между государствами было приведено в соответствие с международными стандартами. Страны объединяет участие в Европейской экономической зоне и Шенгенской зоне, они тесно связаны на политическом и экономическом уровнях. В Австрии в лихтенштейнских фирмах работает около 1600 человек. Ежедневно в Лихтенштейн приезжают работать более 8000 граждан Австрии. Австрия является одним из самых важных торговых партнеров Лихтенштейна.